# Antoine de Breucker
Le R.P. Antoine de Breucker était un prêtre catholique qui prit part au sauvetage des populations juives belges durant la Seconde Guerre mondiale.
Antoine de Breucker faisait partie du réseau catholique clandestin venu en aide pour secourir les juifs de Belgique menacé de déportation. À lui seul, il sauva 250 enfants juifs en les cachant dans des familles amies. Il permit également à 86 adultes de s'échapper et cacha personnellement 14 autres personnes.